# Isigny-sur-Mer
Isigny-sur-Mer is een plaats en gemeente in het Franse departement Calvados in de regio Normandië. De plaats maakt deel uit van het arrondissement Bayeux. Isigny-sur-Mer telde op 1 januari 2022 3.549 inwoners.

## Geschiedenis
Isigny-sur-Mer was de hoofdplaats van het gelijknamige kanton tot dit op 22 maart 2015 werd opgeheven en de gemeenten werden toegevoegd aan het aangrenzende kanton Trévières. Op 1 januari 2017 werden de gemeenten Castilly, Neuilly-la-Forêt, Les Oubeaux en Vouilly opgeheven en opgenomen in de gemeente Isigny-sur-Mer.

## Geografie
De oppervlakte van Isigny-sur-Mer bedroeg op 1 januari 2022 61,44 vierkante kilometer; de bevolkingsdichtheid was toen 57,8 inwoners per km².
De onderstaande kaart toont de ligging van Isigny-sur-Mer met de belangrijkste infrastructuur en aangrenzende gemeenten.

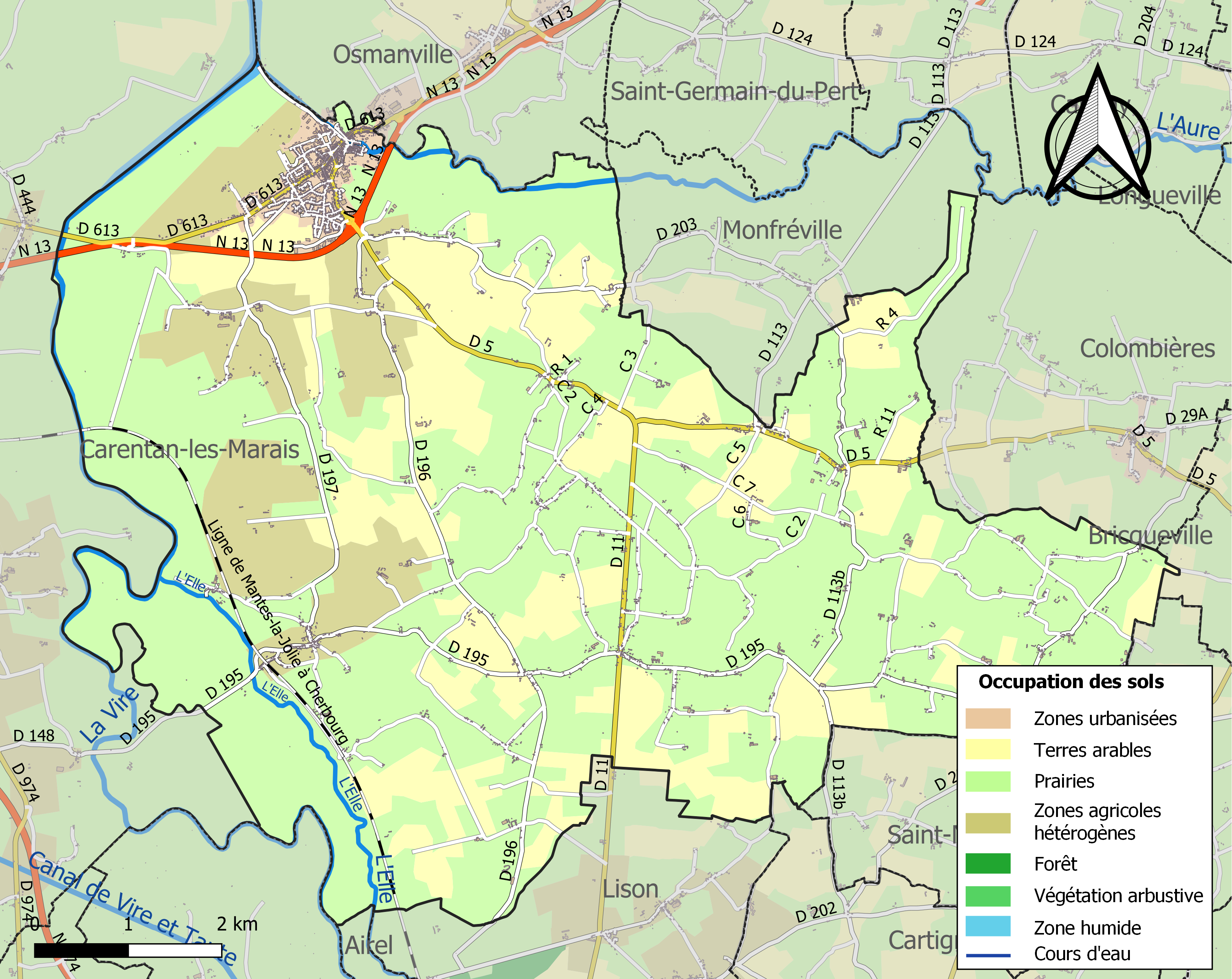

De gekanaliseerde Vire vormt de haven van Isigny.

## Demografie
Onderstaande figuur toont het verloop van het inwonertal (bron: INSEE-tellingen).
Vanwege een beveiligingsprobleem met de MediaWiki Graph-software is het momenteel niet mogelijk deze grafiek weer te geven. Zodra de software is bijgewerkt zal de grafiek vanzelf weer zichtbaar worden.